# Complejo Papudo
El Complejo Papudo es un complejo cultural prehispánico del centro-norte chileno, habitó en el Holoceno Medio la zona comprendida entre el pueblo de Guanaqueros y el Río Maipo (5,000 a 2,000 a.c.) descritos por primera vez por Raúl Bahamondes en el año 1961.

## Orígenes
Habitantes del interior empiezan a colonizar las costas y a reemplazar al complejo cultural Huentelauquén, probablemente empujados por una mayor aridización del territorio, un aumento en el nivel y temperatura del mar.

## Alimentación
Se dedicaban a la recolección de especies marinas intermareales, combinada con recolecciones de frutos en los sectores más aptos. El molusco conocido como Loco representa gran parte de su dieta, siendo un objeto habitual de encontrar en los conchales descritos para este complejo. Con el paso del tiempo, un mejor conocimiento del medioambiente y una posterior humidización de la zona la dieta empezó a sumar fauna salvaje. Usaban el fuego como parte del procesamiento de su alimento, probablemente para abrir las conchas de los mariscos que consumían.
Algunas herramientas, como piedras para moler y piedras tacitas, hacen pensar en el consumo de semillas, tubérculos e incluso de frutos de palmera chilena. Resulta muy escasa la presencia de peces y roedores dentro de los conchales.

## Herramientas
Dentro de los objetos manufacturados por este complejo cultural se encuentran piedras horadadas, las cuales no cuentan con la variedad típica del Complejo Huentelauquén. También tallaban puntas de lanza triangulares de base convexa y recta y una serie de herramientas líticas para raspar, roer, moler, etc.

## Espiritualidad
Los entierros resultan ser la característica más destacable de este complejo cultural. Los muertos eran colocados en posición de genuflexión sobre rocas, y por encima de ellos iban tumultos de piedra bajo los conchales. Acompañados con las herramientas habituales como piedras de moler, piedras agujereadas, puntas afiladas y colorantes. Los entierros eran muy dispersos y con pocos individuos en cada uno